# Mitch Potter
Mitch Potter (* 16. September 1980) ist ein ehemaliger US-amerikanischer Sprinter, der sich auf den 400-Meter-Lauf spezialisiert hatte.
2003 gewann er bei den Panamerikanischen Spielen in Santo Domingo Gold im Einzelbewerb und Silber in der 4-mal-400-Meter-Staffel. Bei den Leichtathletik-Weltmeisterschaften in Paris/Saint-Denis wurde er im Vorlauf der 4-mal-400-Meter-Staffel eingesetzt. Die US-Stafette, die ohne ihn im Finale auf dem ersten Platz einlief, wurde wegen des Dopings von Calvin Harrison disqualifiziert.

## Persönliche Bestzeiten
- 200 m: 20,89 s, 15. Mai 2004, West Lafayette
  - Halle: 21,09 s, 29. Februar 2004, Ann Arbor
- 400 m: 44,58 s, 14. Juni 2003, Sacramento
  - Halle: 46,00 s, 7. Februar 2004, Lincoln